# Campeonato Mundial Masculino de Curling de 2012
O Campeonato Mundial Masculino de Curling de 2012 foi disputado entre 31 de março e 8 de abril no St. Jakobshalle em Basileia, Suiça.

## Equipes participantes
As equipes participantes:
| Canadá | China | Chéquia |
| --- | --- | --- |
| Coldwater & District CC, Severn Primeiro: Glenn Howard Terceiro: Wayne Middaugh Segundo: Brent Laing Capitão: Craig Savill Reserva: Scott Howard | Harbin CC, Harbin Primeiro: Liu Rui Terceiro: Xu Xiaoming Segundo: Ba Dexin Capitão: Zang Jialiang Reserva: Chen Lu'an                    | Brno CK, Brno Primeiro: Jirí Snítil Terceiro: Martin Snítil Segundo: Jindrich Kitzberger Capitão: Marek Vydra Reserva: Samuel Mokris             |
| Dinamarca | França | Alemanha |
| Hvidovre CC, Hvidovre Primeiro: Rasmus Stjerne Terceiro: Johnny Frederiksen Segundo: Mikkel Poulsen Capitão: Troels Harry Reserva: Lars Vilandt  | Chamonix CC, Chamonix Quarto: Tony Angiboust Primeiro: Thomas Dufour Segundo: Lionel Roux Capitão: Wilfrid Coulot Reserva: Jérémy Frarier | CC Hamburg, Hamburgo Quarto: Felix Schulze Primeiro: John Jahr Segundo: Peter Rickmers Capitão: Sven Goldemann Reserva: Christoph Daase          |
| Noruega | Nova Zelândia | Escócia |
| Snarøen CC, Oslo Primeiro: Thomas Ulsrud Terceiro: Torger Nergård Segundo: Thomas Løvold Capitão: Håvard Vad Petersson Reserva: Christoffer Svae | Auckland CC, Auckland Primeiro: Peter de Boer Terceiro: Sean Becker Segundo: Scott Becker Capitão: Kenny Thomson Reserva: Phil Dowling    | Curl Aberdeen, Aberdeen Primeiro: Tom Brewster Terceiro: Greg Drummond Segundo: Scott Andrews Capitão: Michael Goodfellow Reserva: David Edwards |
| Suécia | Suíça | Estados Unidos |
| Karlstads CK, Karlstad Primeiro: Sebastian Kraupp Terceiro: Fredrik Lindberg Segundo: Oskar Eriksson Capitão: Viktor Kjäll Reserva: Niklas Edin  | Glarus CC, Glarona Quarto: Benoît Schwarz Primeiro: Jan Hauser Segundo: Marco Ramstein Capitão: Toni Müller Reserva: Jürg Bamert          | Ardsley CC, Irvington Primeiro: Heath McCormick Terceiro: William Stopera Segundo: Martin Sather Capitão: Dean Gemmell Reserva: Craig Brown      |

## Primeira fase

### Classificação
| País           | Capitão          | V  | D | PF | PS | EV | EP | EB | ERF | Arremesso (%) |
| -------------- | ---------------- | -- | - | -- | -- | -- | -- | -- | --- | ------------- |
| Canadá         | Glenn Howard     | 10 | 1 | 88 | 58 | 50 | 45 | 9  | 9   | 88            |
| Escócia        | Tom Brewster     | 8  | 3 | 77 | 59 | 46 | 44 | 16 | 10  | 84            |
| Noruega        | Thomas Ulsrud    | 8  | 3 | 71 | 61 | 47 | 38 | 19 | 10  | 83            |
| Suécia         | Sebastian Kraupp | 7  | 4 | 68 | 68 | 37 | 40 | 19 | 10  | 82            |
| Nova Zelândia  | Peter de Boer    | 7  | 4 | 67 | 71 | 44 | 42 | 16 | 8   | 79            |
| China          | Liu Rui          | 6  | 5 | 73 | 63 | 46 | 46 | 15 | 16  | 84            |
| Dinamarca      | Rasmus Stjerne   | 6  | 5 | 53 | 64 | 48 | 43 | 13 | 12  | 80            |
| Estados Unidos | Heath McCormick  | 4  | 7 | 73 | 70 | 49 | 46 | 6  | 14  | 77            |
| Suíça          | Jan Hauser       | 3  | 8 | 61 | 73 | 41 | 46 | 14 | 6   | 79            |
| França         | Thomas Dufour    | 3  | 8 | 63 | 83 | 45 | 48 | 14 | 7   | 79            |
| Alemanha       | John Jahr        | 2  | 9 | 52 | 76 | 39 | 47 | 17 | 5   | 77            |
| Chéquia        | Jiří Snítil      | 2  | 9 | 61 | 84 | 43 | 49 | 15 | 6   | 78            |

### Tiebreaker
6 de abril, 14h00
| Pista B       | LSFE    | 1 | 2 | 3 | 4 | 5 | 6 | 7 | 8 | 9 | 10 | Final |
| ------------- | ------- | - | - | - | - | - | - | - | - | - | -- | ----- |
| Suécia        | Martelo | 2 | 1 | 0 | 2 | 0 | 0 | 5 | X | X | X  | 10    |
| Nova Zelândia |         | 0 | 0 | 0 | 0 | 2 | 0 | 0 | X | X | X  | 2     |

## Playoffs
Nos playoffs, a equipe classificada em primeiro lugar enfrenta a segunda colocada, e a terceira enfrenta a quarta. A equipe vencedora do primeiro jogo se classifica para a final, enquanto a perdedora enfrenta a vencedora do segundo jogo na semifinal. As vencedoras da semifinal avançam à final e as perdedoras disputam o bronze contra a perdedora do segundo jogo dos playoffs.
|  | Playoff | Playoff | Playoff |   |   | Semifinal | Semifinal | Semifinal |   |         | Final | Final  | Final |
|  |         |         |         |   |   |           |           |           |   |         |       |        |       |
|  | 1       | Canadá  | 7       |   |   |           |           |           |   |         |       |        |       |
|  | 2       | Escócia | 6       |   |   |           |           |           |   |         | 1     | Canadá | 8     |
|  |         |         |         |   | 2 | Escócia   | 7         |           | 2 | Escócia | 7     |        |       |
|  |         | 4       | Suécia  | 6 |   |           |           |           |   |         |       |        |       |
|  | 3       | Noruega | 6       |   |   |           |           |           |   |         |       |        |       |
|  | 4       | Suécia  | 8       |   |   |           |           |           |   |         |       |        |       |

|  | Decisão do 3º lugar |         |   |
|  |                     |         |   |
|  | 4                   | Suécia  | 9 |
|  | 3                   | Noruega | 8 |

## Premiação
| Campeonato Mundial Masculino de Curling de 2012 |
| Canadá                                          |
| ----------------------------------------------- |
| CANADÁ Campeão (34º título)                     |